# Ernst Stieberitz
Ernst Stieberitz (Köthen (Saksen-Anhalt), 31 mei 1877 – Bohnsack (bij Danzig, toen Duitsland, nu Gdańsk, Polen), 27 maart 1945) was een Duits componist, dirigent en fluitist.

## Levensloop
Stieberitz kreeg zijn eerste muzieklessen van B. Gailing aan de muziekschool in Camburg aan de rivier Saale. Zijn hoofdinstrument was de dwarsfluit.
Hij begon zijn militaire carrière als fluitist op 1 oktober 1896 in de militaire kapel van het 8. Rheinisches Infanterie-Regiment Nr. 70 in Saarbrücken, die toen onder leiding stond van Johann Stephan Lothar Ströber. In 1899 werd hij - samen met zijn dirigent - verzet naar de militaire kapel van het Infanterie-Regiment Nr. 128 in Danzig (nu: Gdańsk). Van oktober 1902 studeerde hij aan de Koninklijke Muziek Academie in Berlijn en kreeg een opleiding als Militärmusikmeister. Op 29 juli 1905 heeft hij daar afgestudeerd. 
Op 1 mei 1906 werd hij kapelmeester van de militaire kapel van het Infanterie-Regiment Nr. 128 in Danzig (nu: Gdańsk) en was daarmee de jongste dirigent van een toenmalig militair orkest. Na de Eerste Wereldoorlog kwam hij weer terug in de positie als kapelmeester van de militaire kapel van het Infanterie-Regiment Nr. 128 in Danzig. In het Pruisische leger bracht hij het tot de rang van een majoor. Kort daarna werd de stad Danzig als vrije stad verklaart en alle militaire troepen, ook de kapel van het Infanterie-Regiment Nr. 128 moesten de stad uit. In de vrije stad Danzig werd er een politiekapel opgericht met militaire structuren. Het werd een van de vooraanstaande Duitse politiekapellen. Van 1920 tot 1945 was hij dirigent en Obermusikmeister in de rang van een majoor bij het Musikkorps der Polizei der Freistadt Danzig. Een van de hoogtepunten uit deze tijd, was een concert met zang-solisten van het Teatro alla Scala uit Milaan op 20 juni 1936 in Sopot (toen: Zoppot), aan dat het muziekkorps van de politie Danzig meewerkte. 
Tijdens het bombardement van Danzig door de Russische luchtmacht in 1945 kwam hij om het leven. Als componist schreef hij vele werken voor harmonieorkest, waaronder rond 60 marsen. 

## Composities

### Werken voor harmonieorkest
- Fackeltanz

#### Marsen
- 1906 Unter dem Gardestern
- Alt Danzig Marsch
- Am Tannenberg-Denkmal
- An der Rawka 1914-1915
- An mein Volk
- Aufbruch der Nation
- Auf der Rudelsburg
- Danziger Landesschützen-Marsch
- Danziger Präsentiermarsch (Das Land bleibt deutsch)
- Der Schenk von Tautenburg
- Das Grüne Korps
- Des Morgens, wenn ich früh erwach
- Deutschland fliegt!
- Deutschland mein Heimatland (Deutschlands Erwachen)
- Die Burg im Osten
- Die Helden von Narvik
- Durch Danzigs Tore
- Es Sind die Allen Schweinen noch!
- Ewig Jung
- Feste Pilau
- Flying fortress
- Freudiger Aufbruch
- Großdeutschlands Blaue Jungen
- Gruß an Egern
- Gruß aus Danzig
- Hoch Thüringen
- Im Grünen Herzen Deutschlands
- Ja, die Soldaten
- Jugendfruhling
- Kamerad, weißt du noch?
- Kennst du mein Danzig
- Marsch! Marsch! Hurrah! Hurrah!
- Mein Thüringen, du grünes Herz
- Nächtliche Karawane, exotische marsen-serenade
- Reiterfreuden, een selectie van draf-marsen uit het Duitse leger
- Schimmernde Wehr
- Schweizer Schützenmarsch
- Somme Kämpfer
- Sonntag ist's
- Start und Sieg
- Unser Mackensen
- Unter dem Flügelrad
- Waffenträger der Nation
- Weichselmarsch
- Wir waren Soldaten, waren’s gerne

source: The Heritage Encyclopedia of Band Music: Composers and Their Music Vol. 2 Page 727, William H. Rehrig, Integrity Press, 1991

### Muziektheater

#### Operettes
- Der Weltmeister

#### Schouwspel
- Melodram naar teksten over de oorlog-geschiedenis van het Infanterie-Regiment 128